# Clark Art Institute
Sterling & Francine Clark Art Institute är ett konstmuseum i Williamstown i Massachusetts i USA.

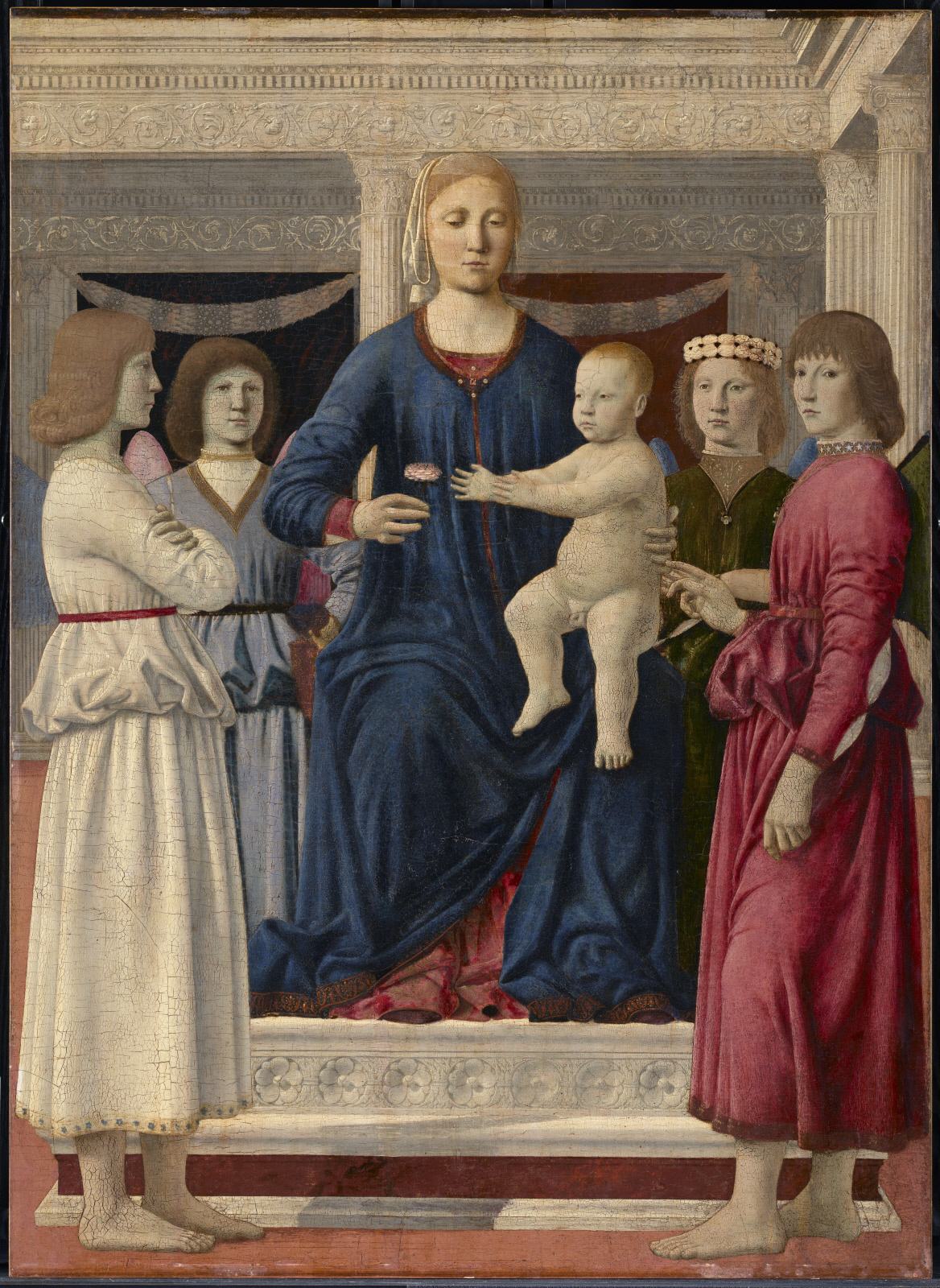
Piero della Francesca: Madonna och barn omkring 1475-82.

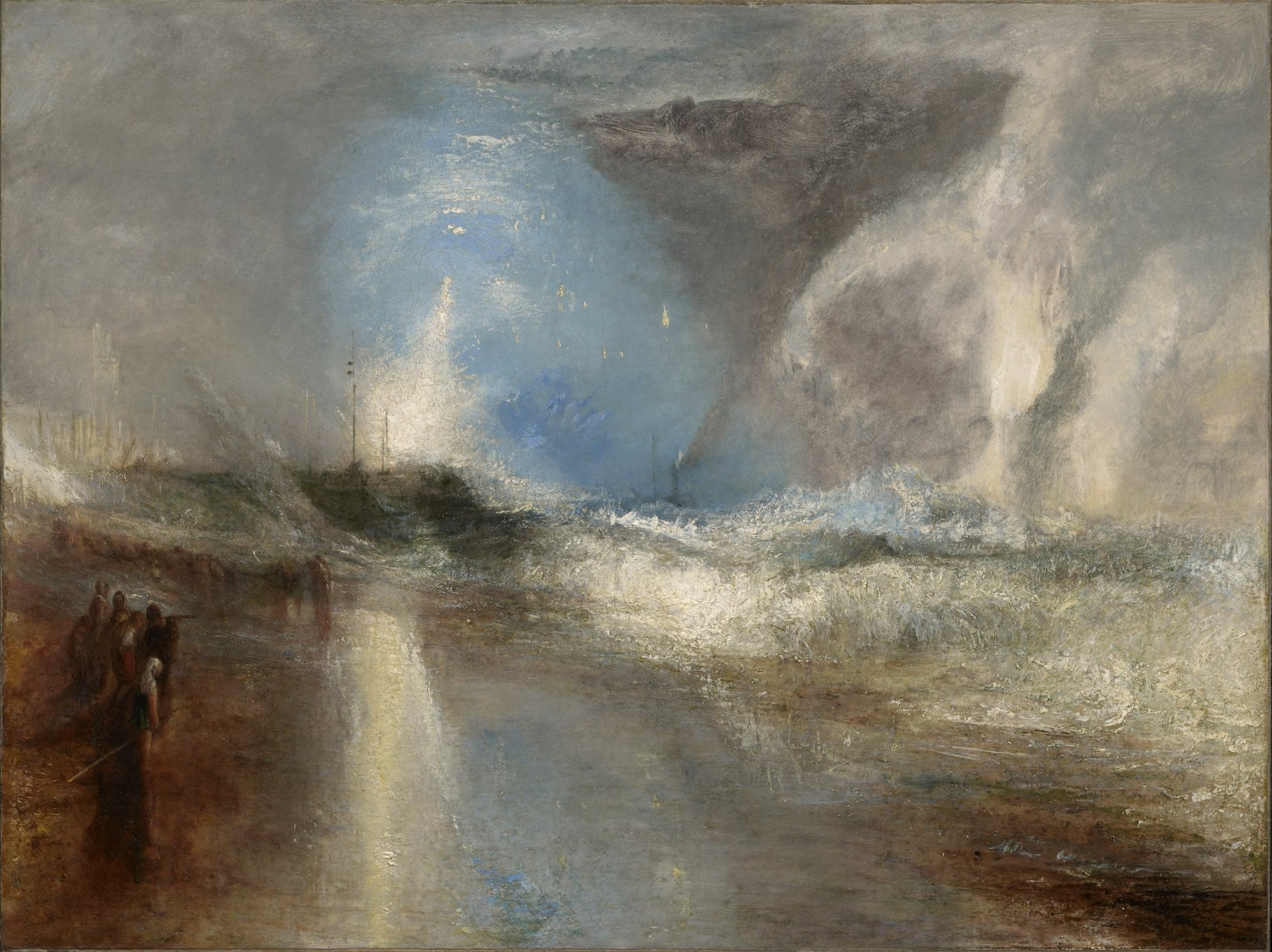
J. M. W. Turners Flammor i öppet hav 1840.

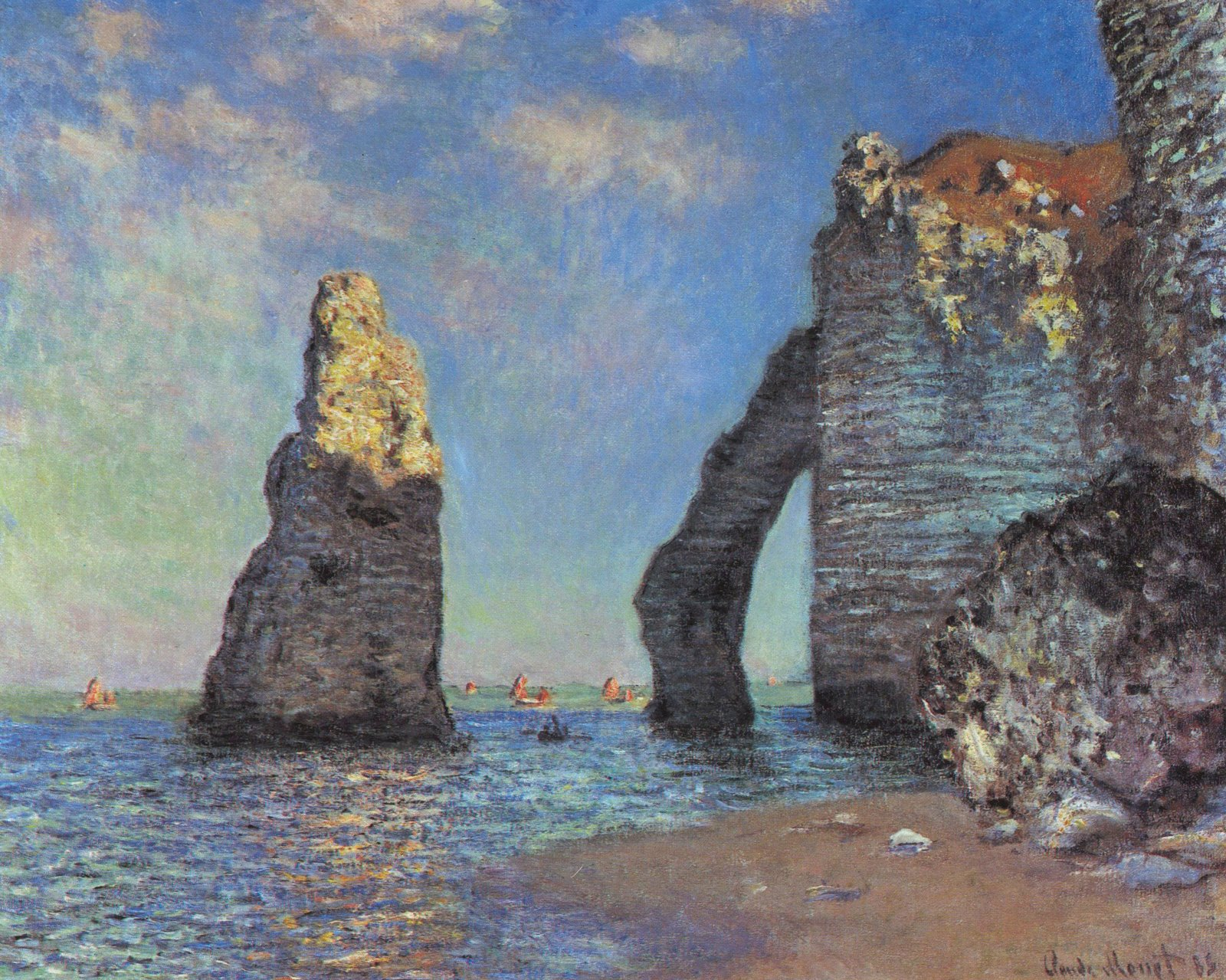
Claude Monets Klipporna vid Etretat 1885.

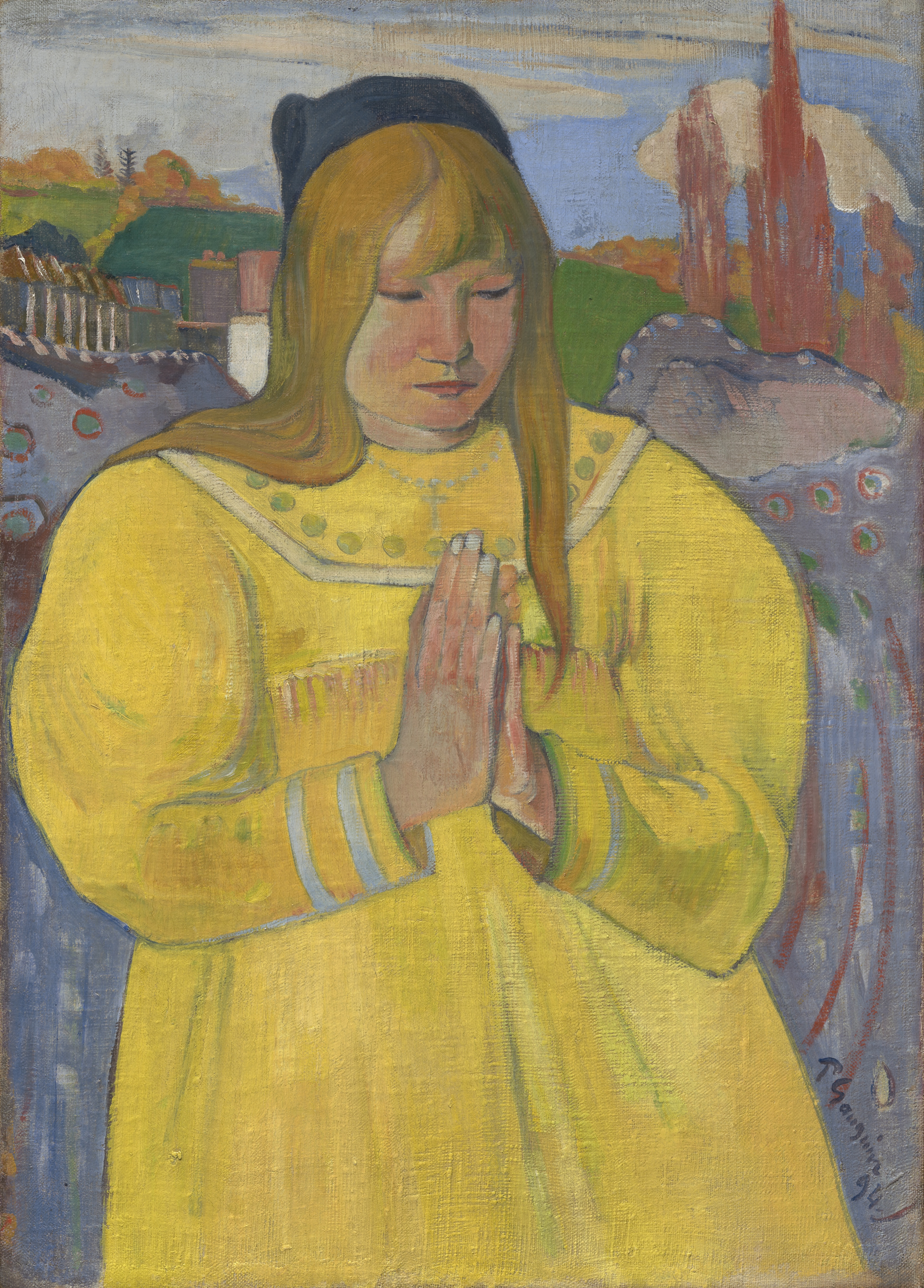
Paul Gauguins Bedjande flicka från Bretagne 1894.

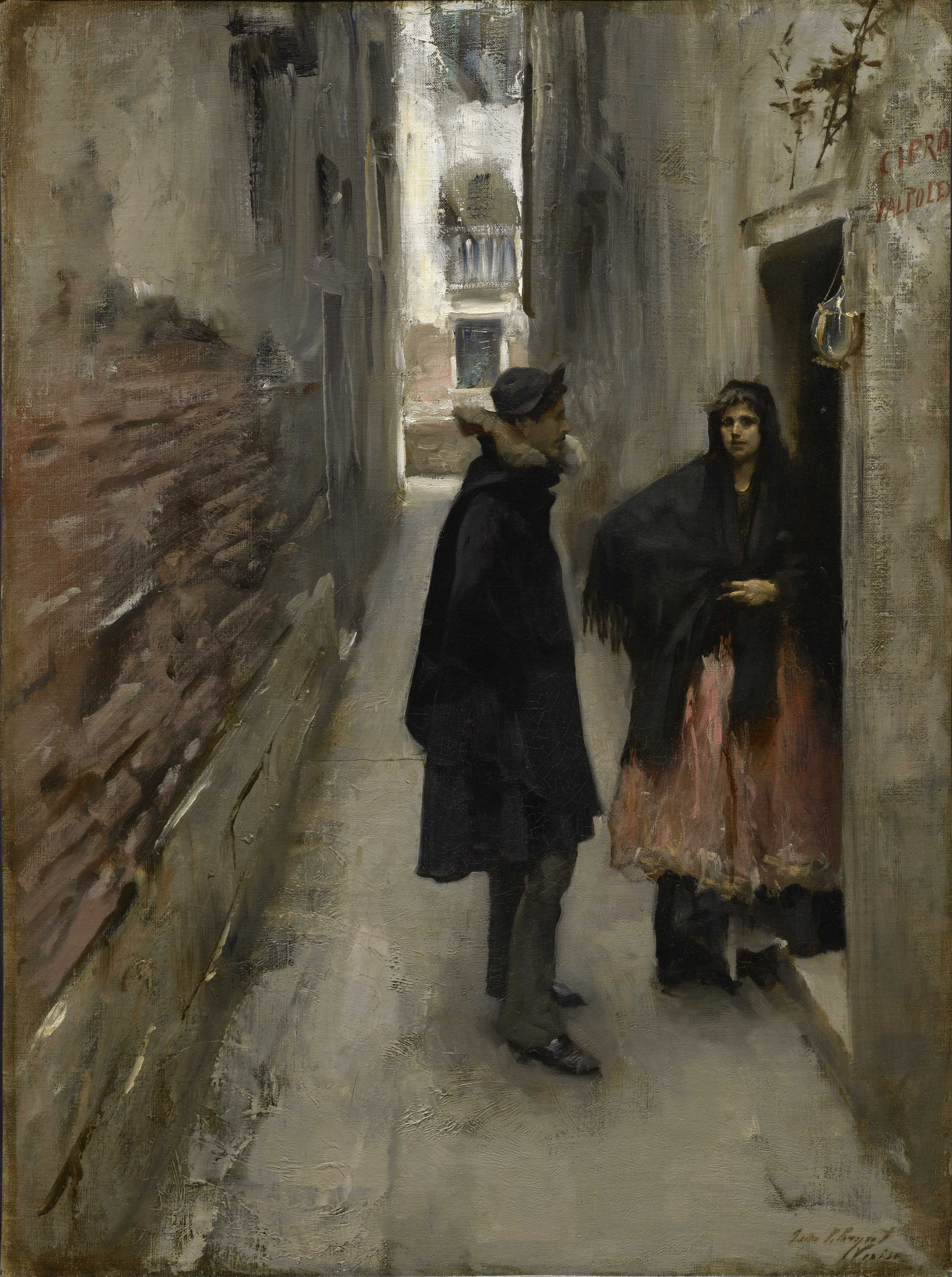
John Singer Sargents En gata i Venedig 1880-1881.

## Historik
Clark Art Institude skapades av entreprenören och konstsamlaren Robert Sterling Clark och hans fru Francine. Robert Sterling Clark hade efter ett äventyrligt liv i Fjärran Östern slagit sig ned i Paris 1911 och använde sig av en betydande ärvd förmögenhet, vilken kom från Singerkoncernen), för att samla konst. Hans fru biträdde med inköpen, efter det att de gift sig 1919. 
Paret överenskom med Williams College om att donera samlingen till ett nybyggt museum i Williamstown. En stiftelse bildades 1950 och museet öppnade 1955. Museibyggnaden ritades av Daniel Deverell Perry (1905-2002). I juli 2014 utökades museet med Stone Hill Center, som ritats av Tadao Ando, på en närbelägen skogbeklädd kulle, med utställningsutrymmen och en konservatorsverkstad.

## Samlingar
Paret Clark samlade i början framför allt italienska, holländska och flamländska målningar. Senare började de samla på yngre konst som verk av John Singer Sargent, Edgar Degas, Winslow Homer och Pierre-Auguste Renoir.  Efter 1920 intresserade de sig främst för franskt 1800-tal och särskilt impressionister och Barbizonskolan. 
Från 1955 har Clark Art Institute främst samlat fotografier.

## Verk i urval

### Europeisk renässans

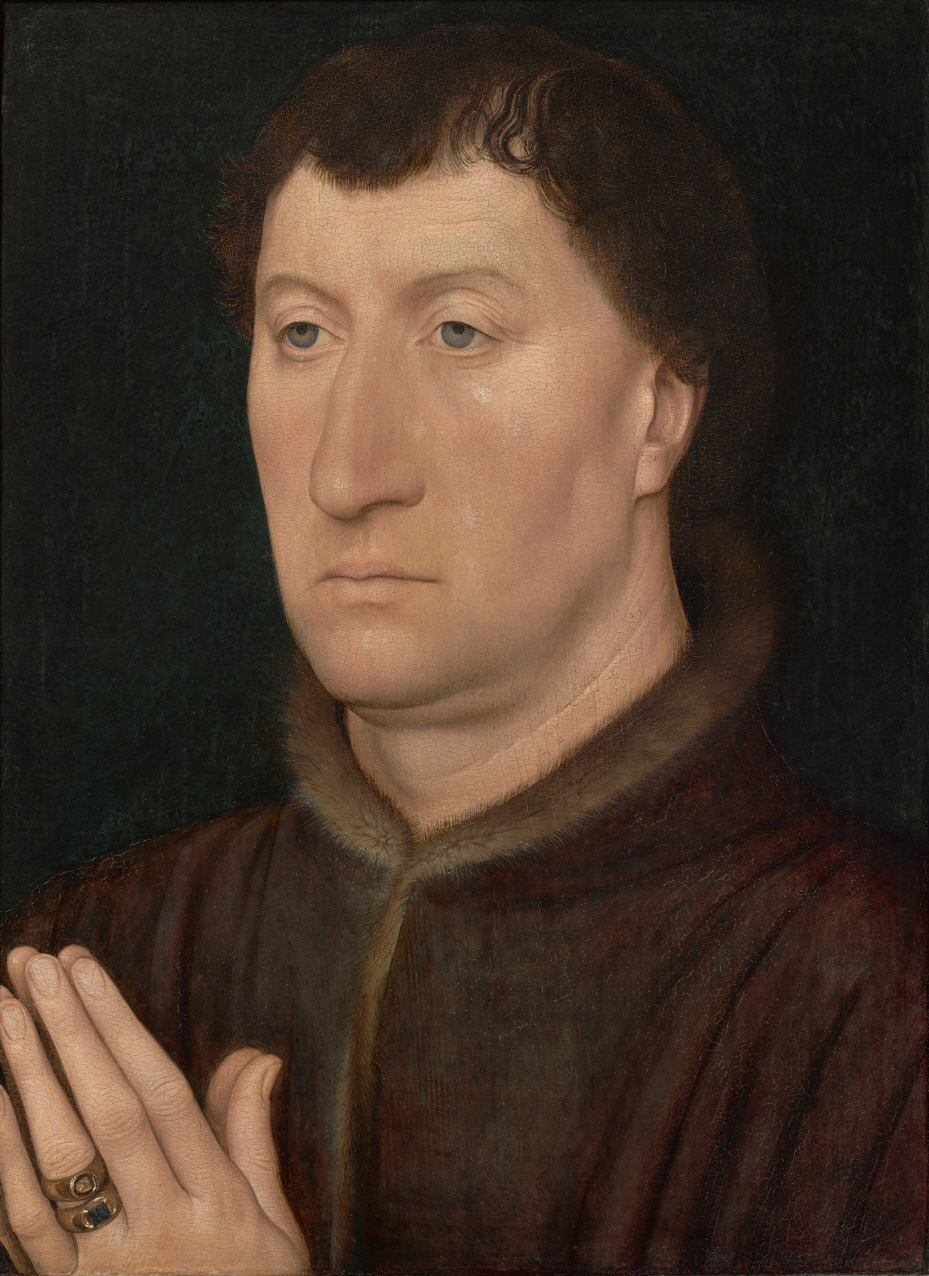
Hans Memling: Porträtt av Gilles Joye 1472
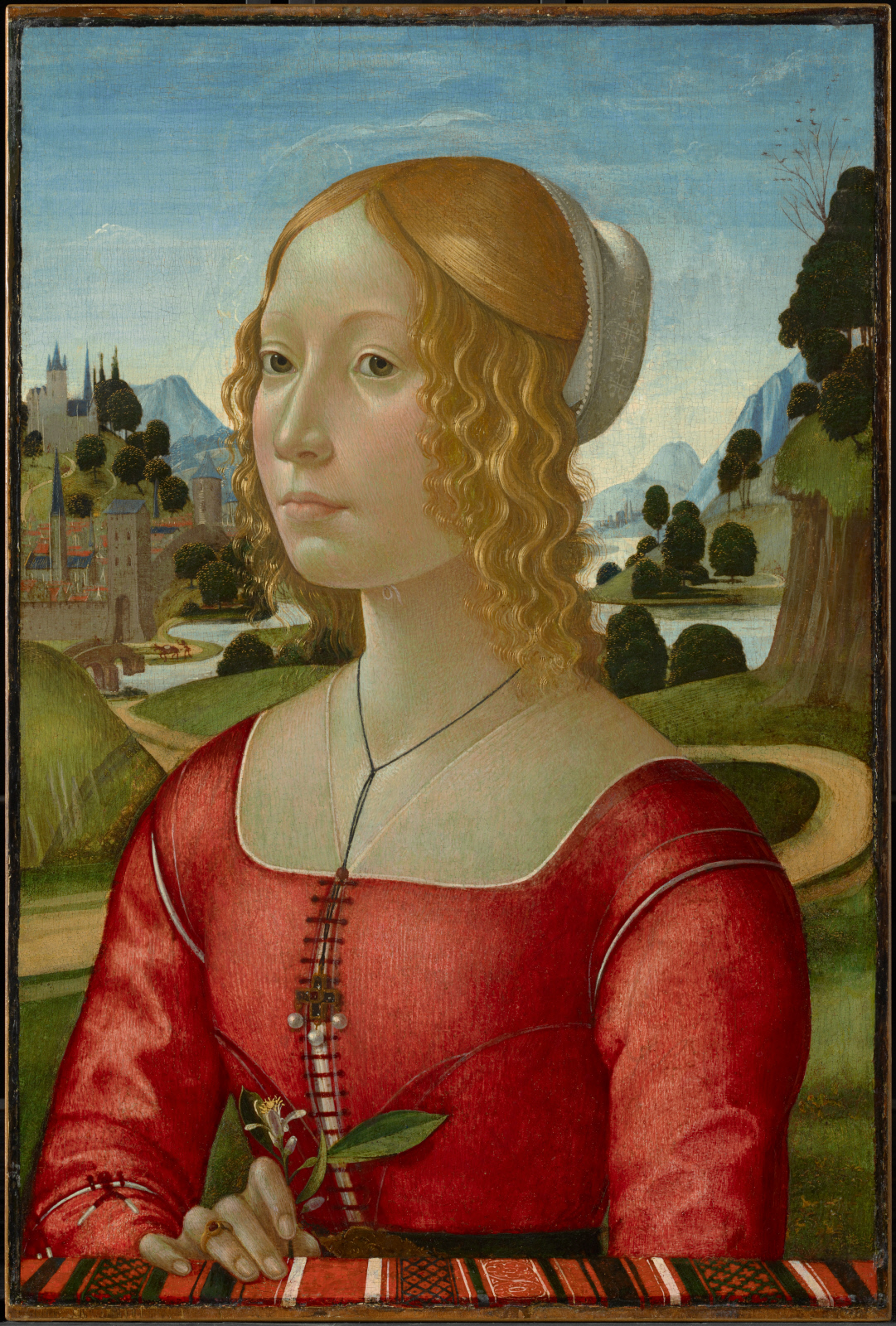
Domenico Ghirlandaio: Porträtt av en kvinna omkring 1490
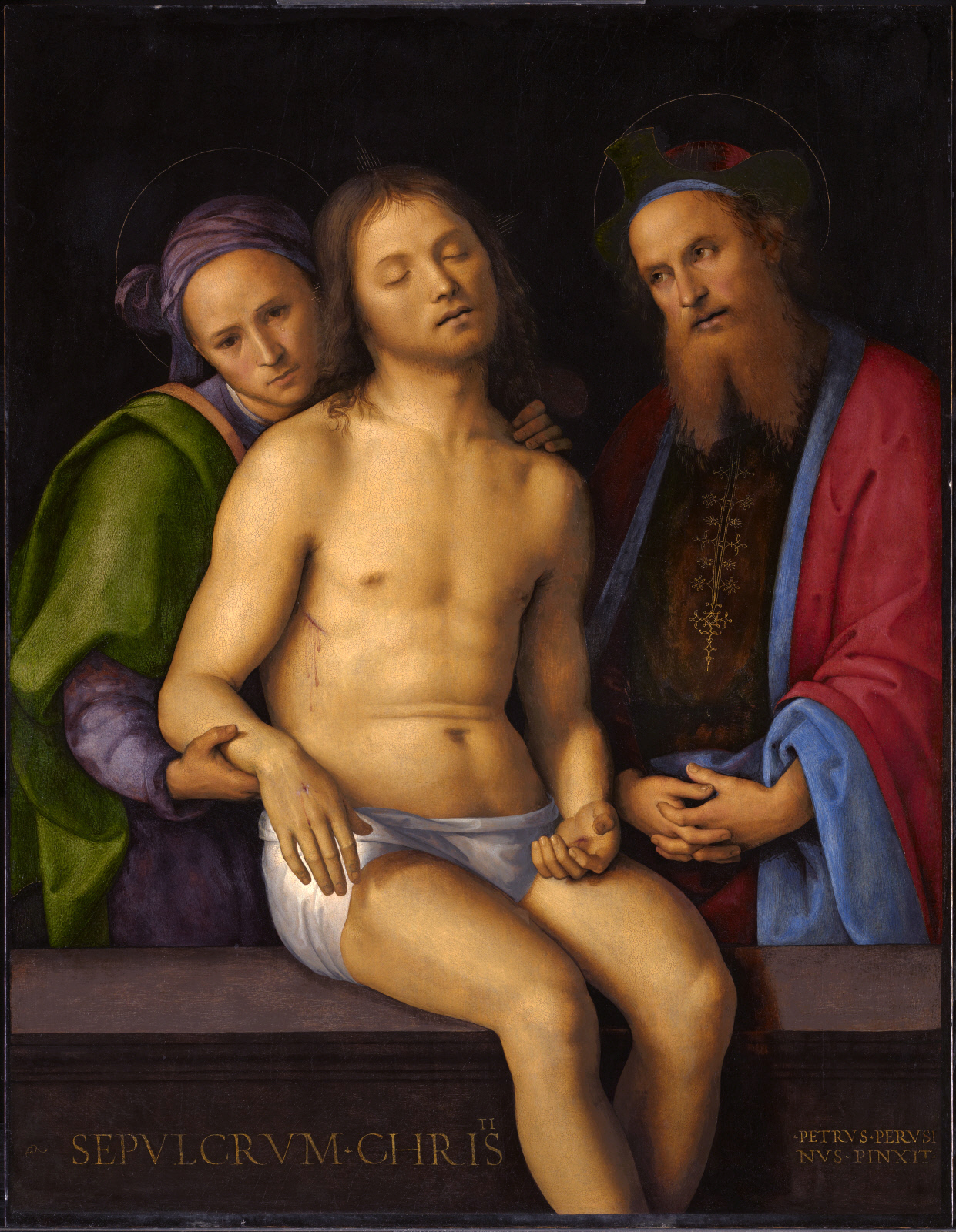
Pietro Perugino: Pietà med Nikodemus och Josef av Arimathea omkring 1495
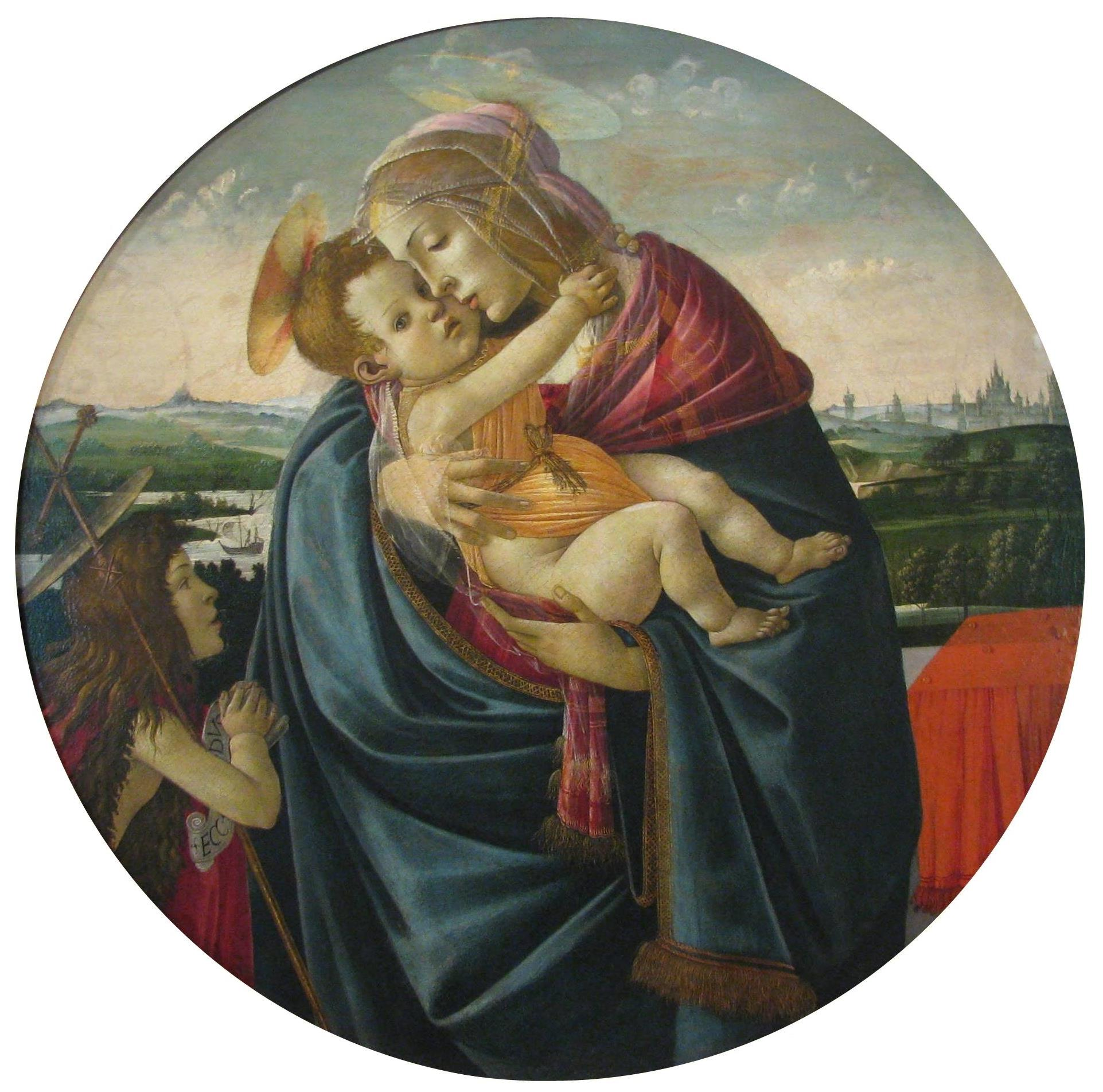
Botticelli och hans verkstad: Madonna och barn med den unge Johannes Döparen omkring 1490-1500

### 1800-talsmålningar

#### Impressionism

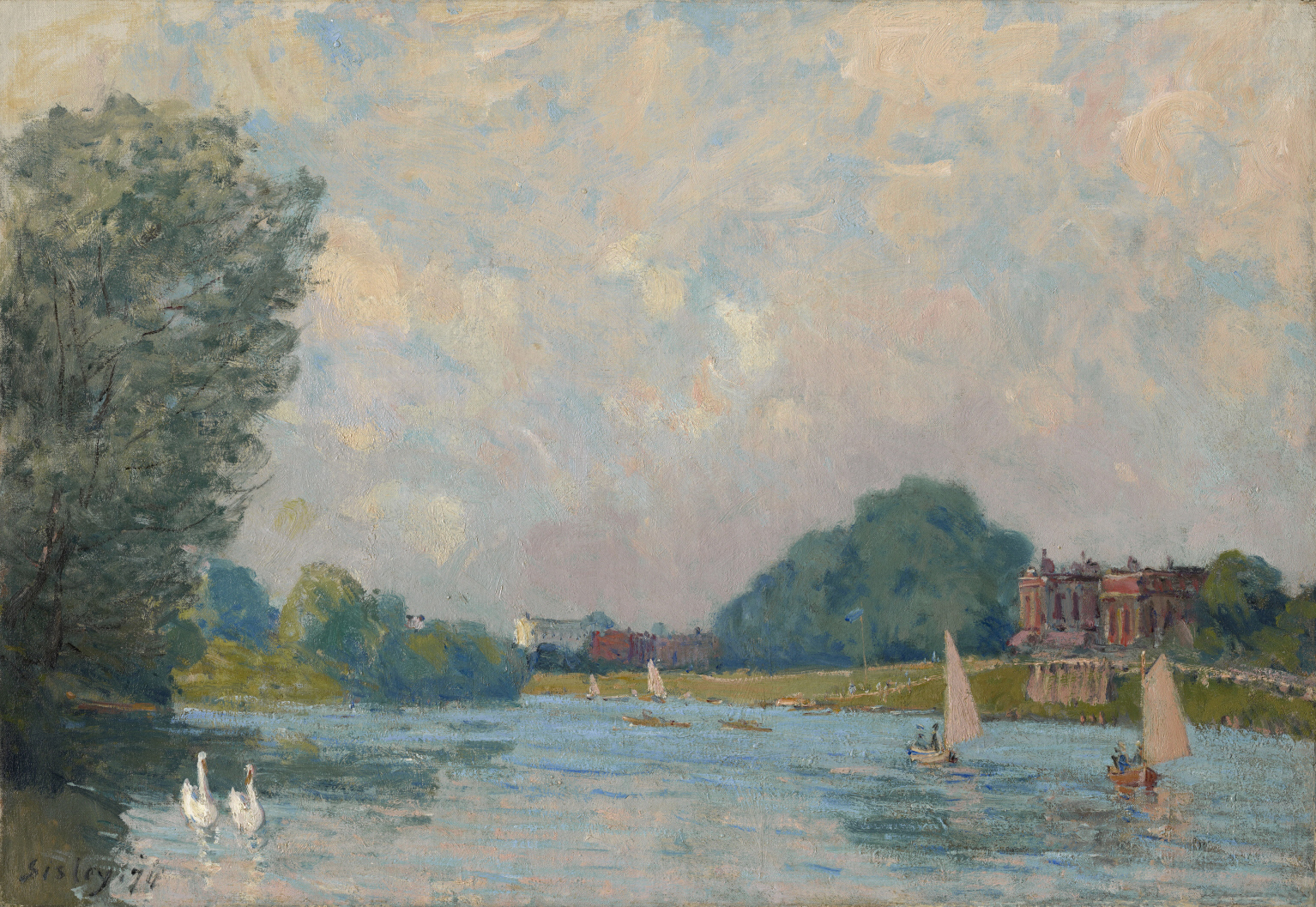
Alfred Sisley: Themsen vid Hampton Court 1874
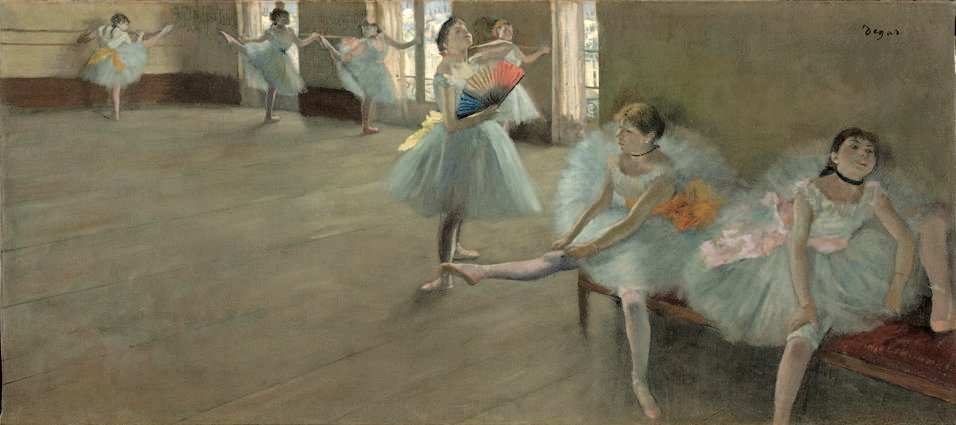
Edgar Degas: Dansare i klassrummet omkring 1880
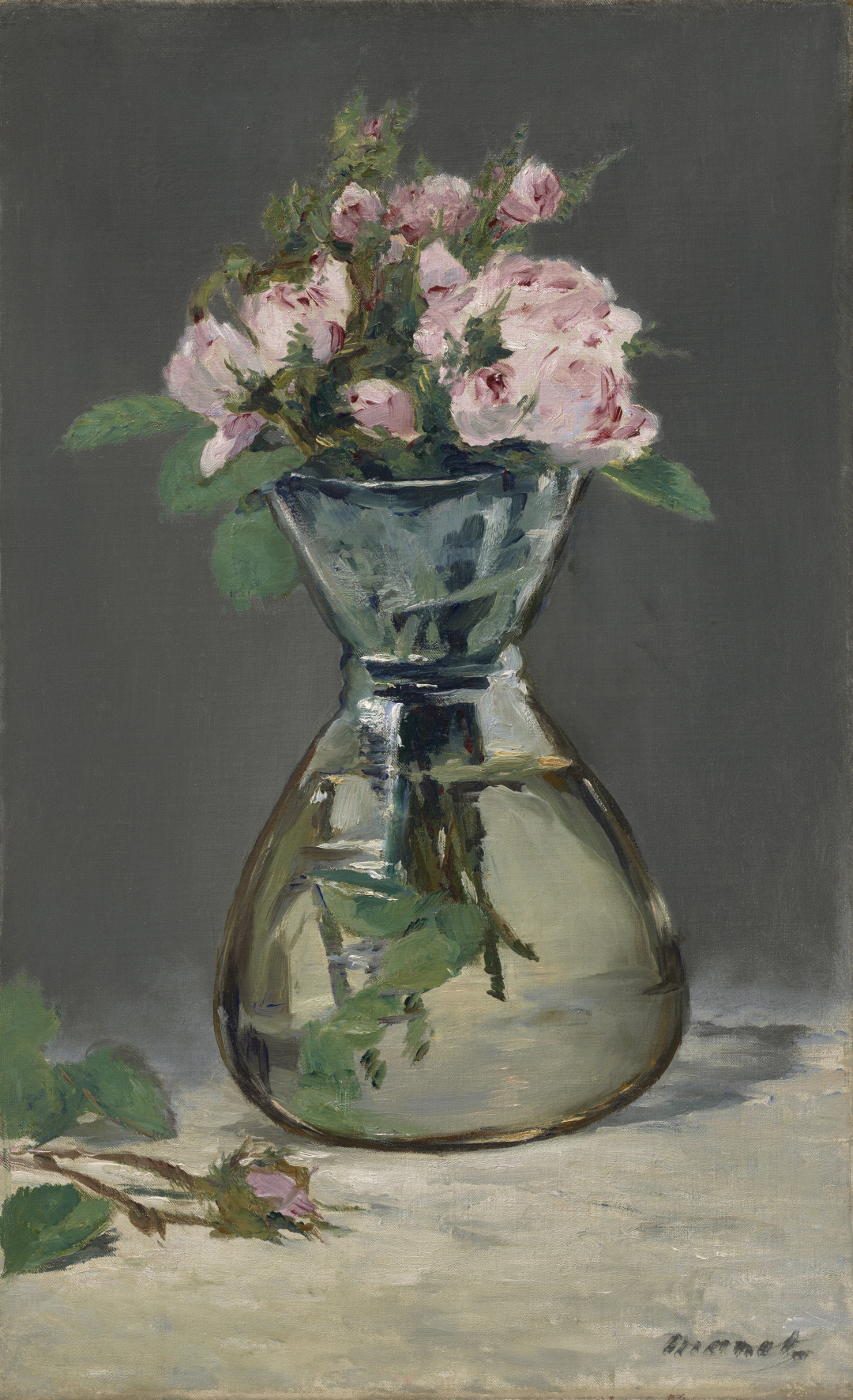
Édouard Manet: Roser i vas 1882
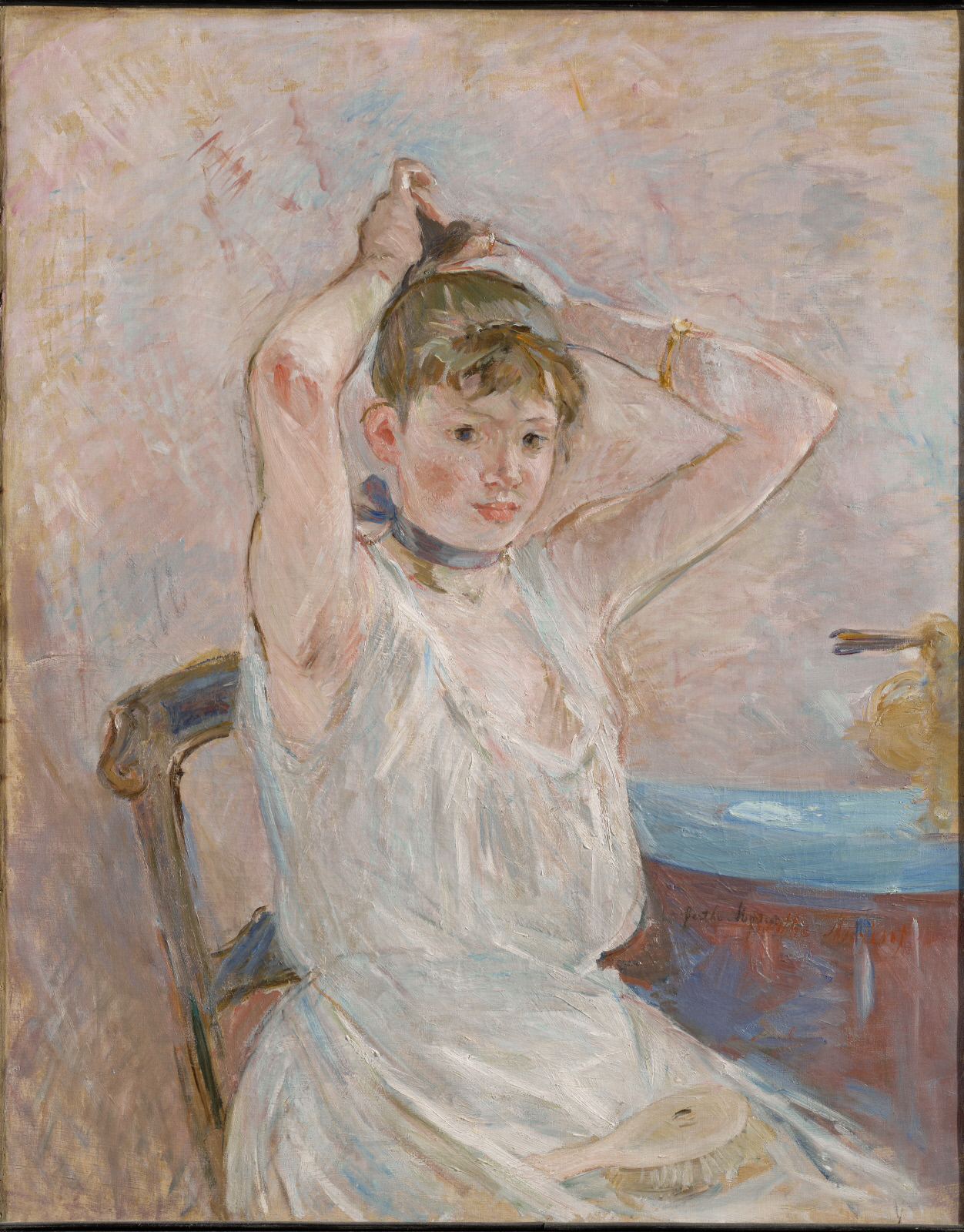
Berthe Morisot: Badet (Flicka som kammar håret) 1885-86

##### Renoir

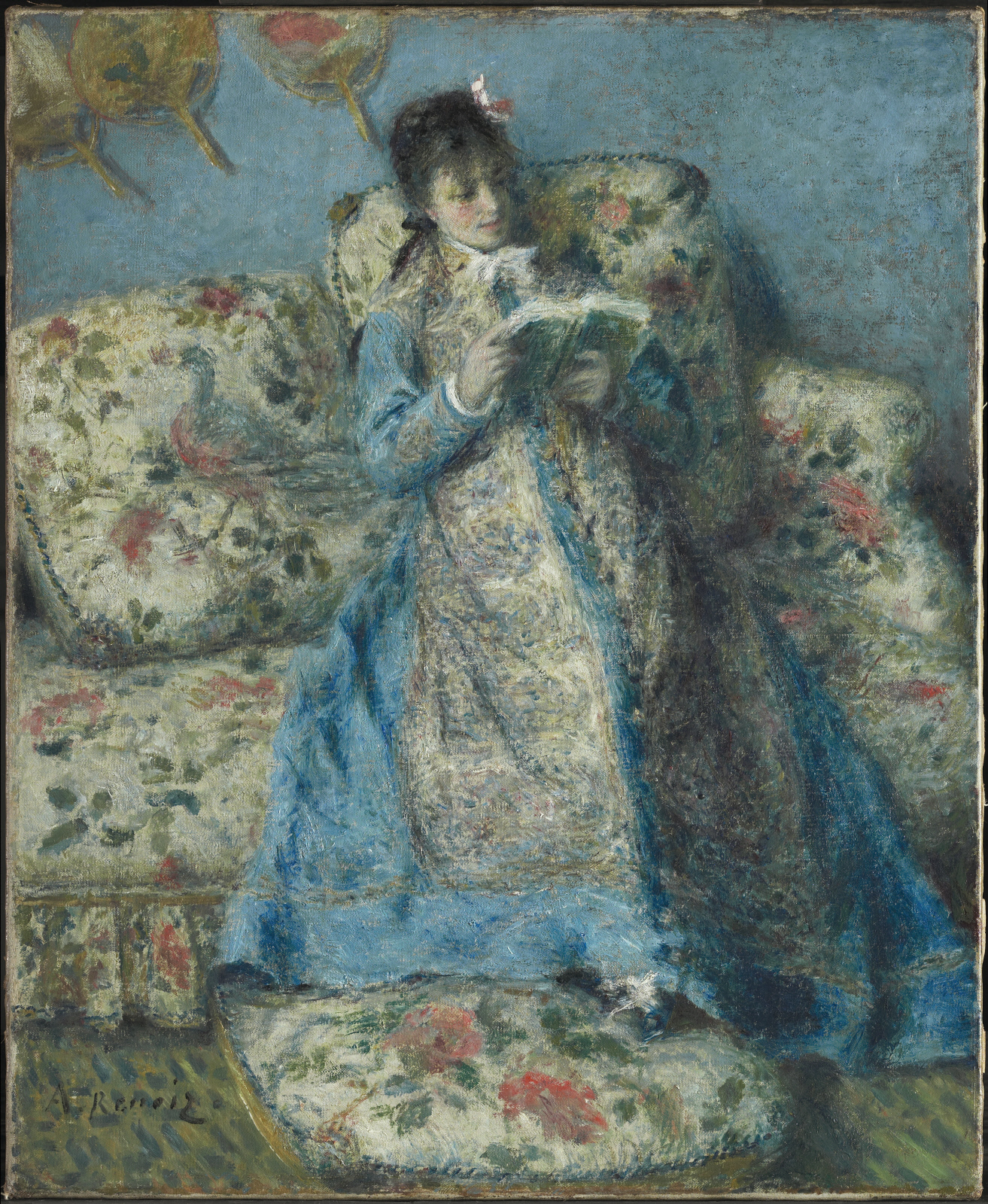
Pierre-Auguste Renoir: Camille Monet läser 1873
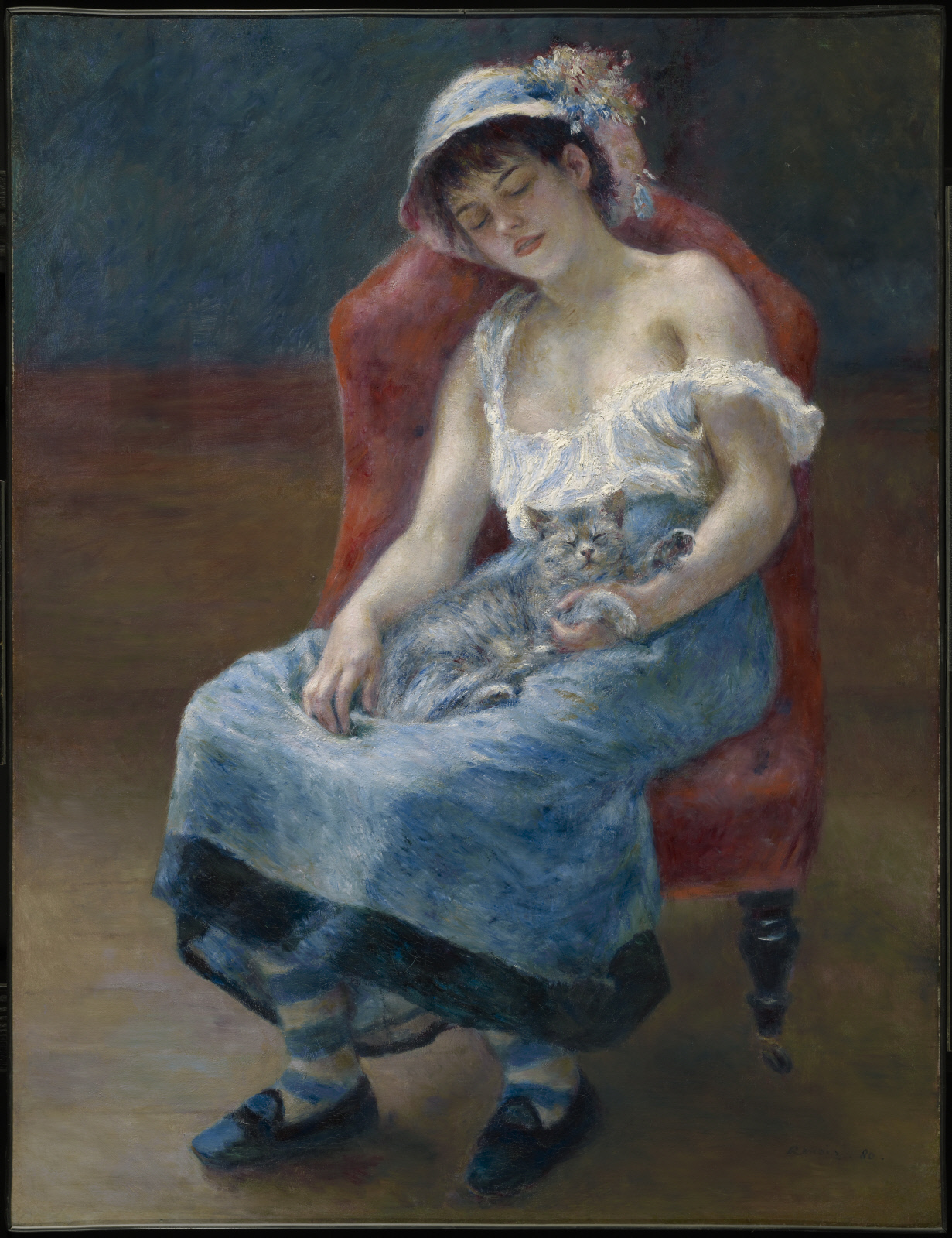
Pierre-Auguste Renoir: Sovande flicka med katt 1880
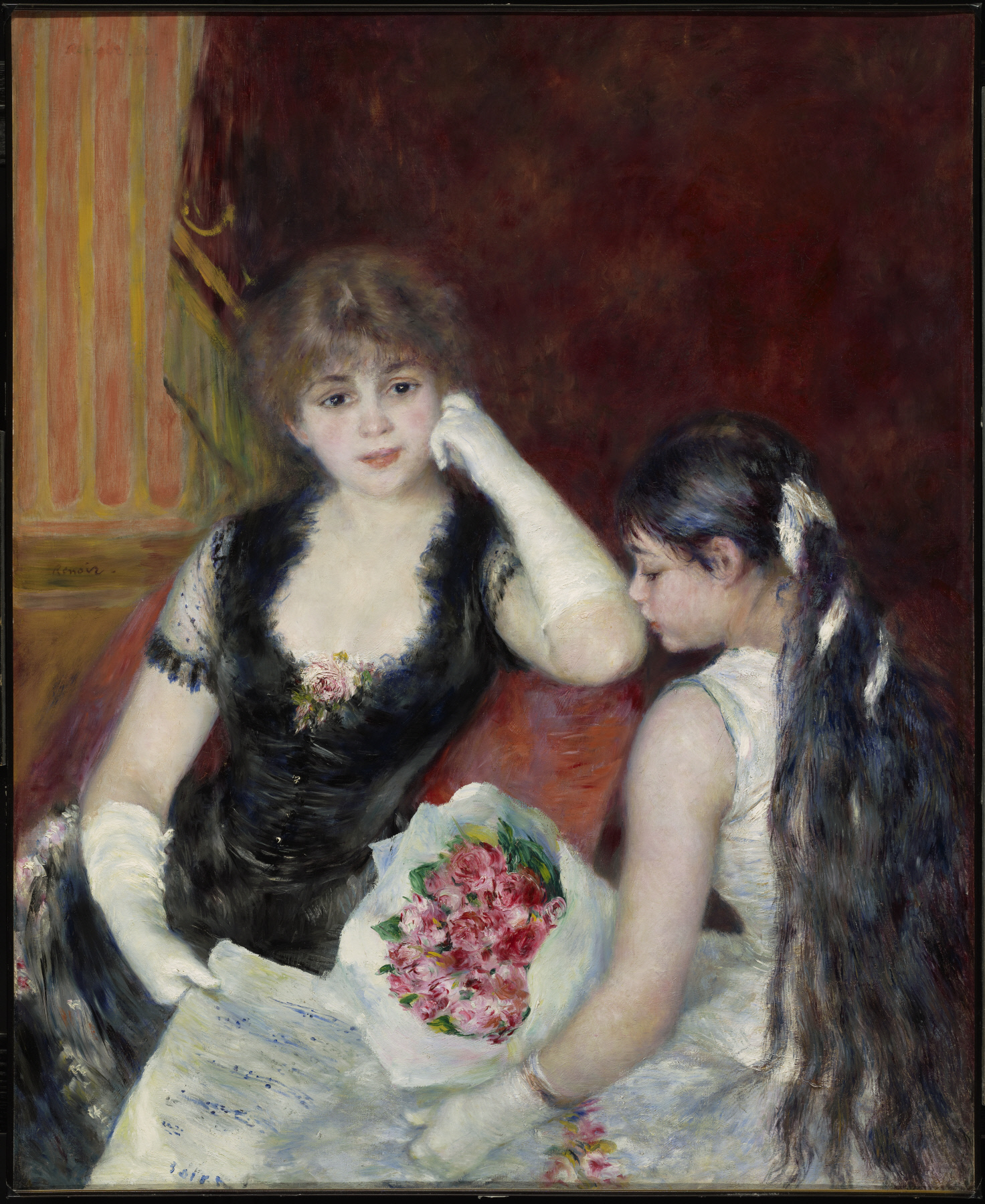
Pierre-Auguste Renoir: På konsert, på en balkong på operan 1880
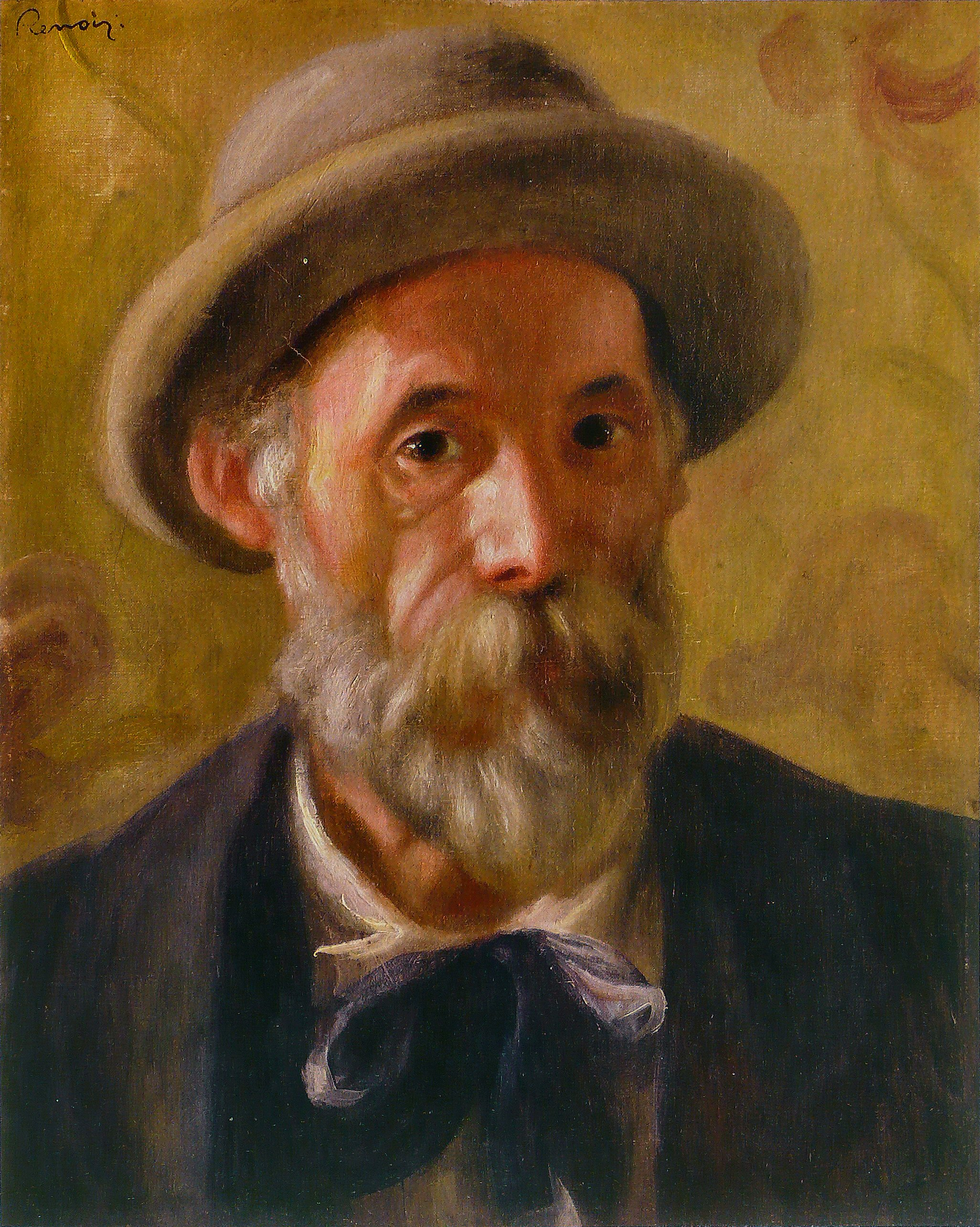
Pierre-Auguste Renoir: Självporträtt, 1899

#### Akademimålningar

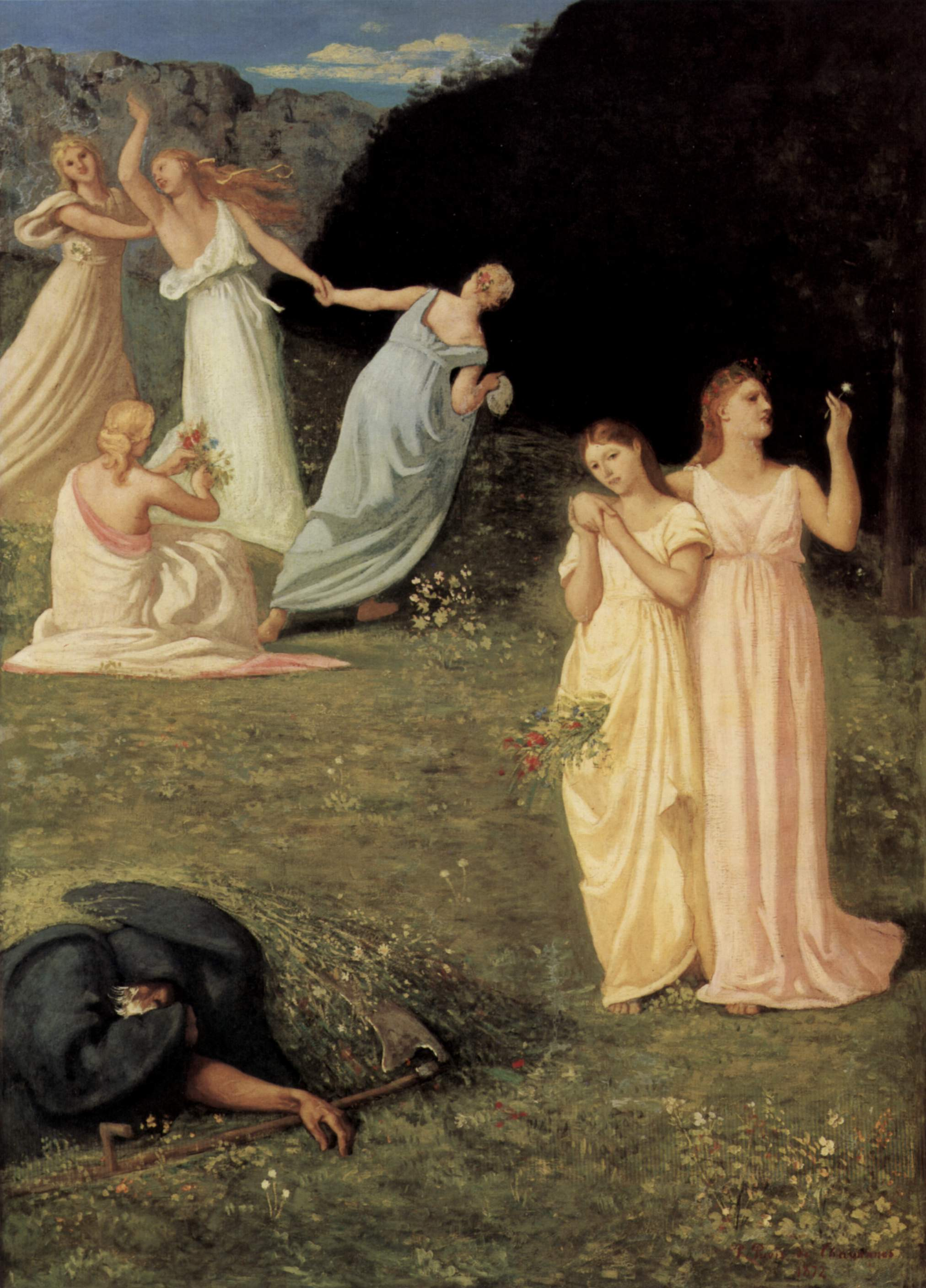
Pierre Puvis de Chavannes, Döden och jungfrun 1872
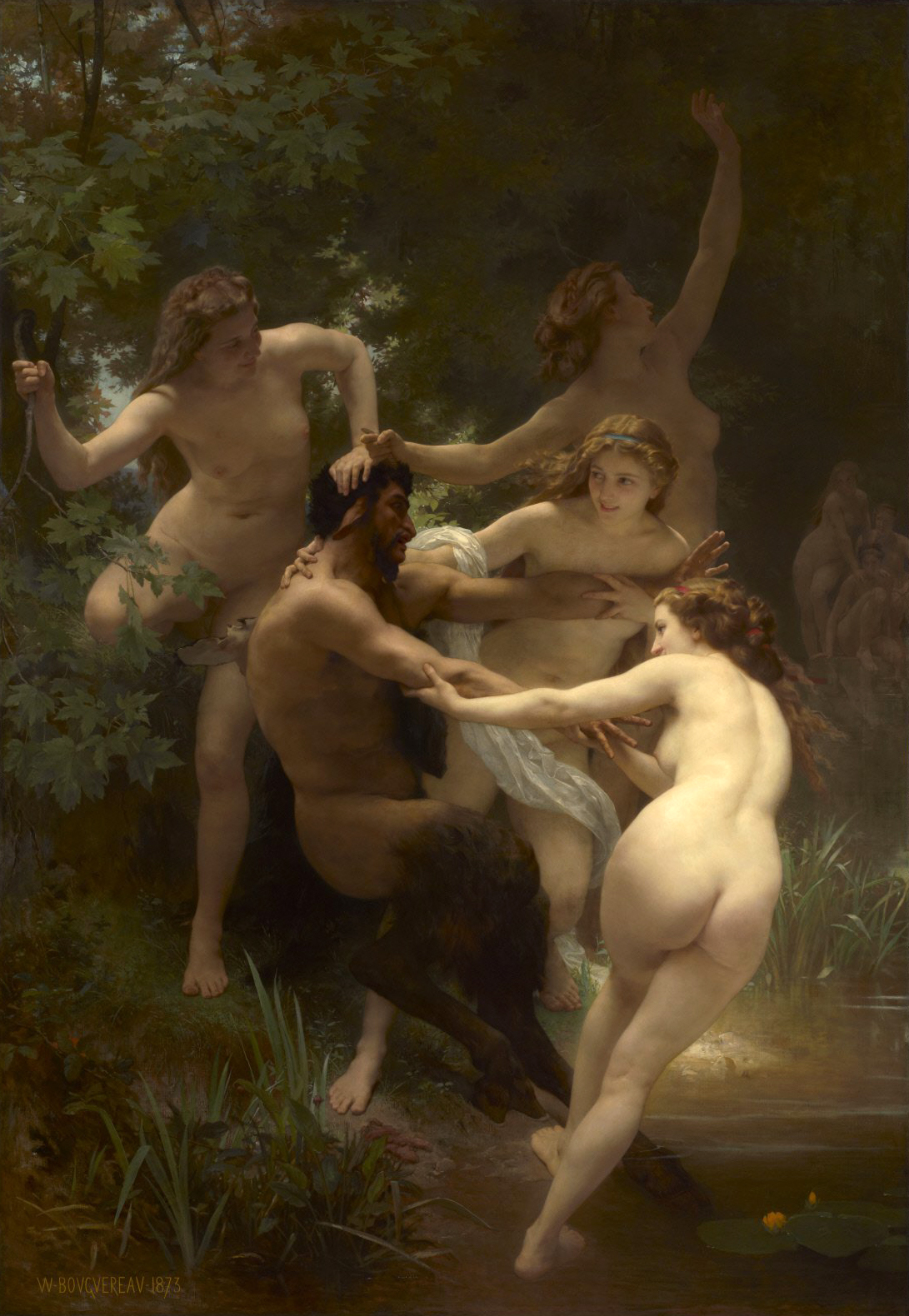
William-Adolphe Bouguereau, Nymfer och satyr 1873
Jean-Léon Gérôme, Slavmarknaden omkring 1884
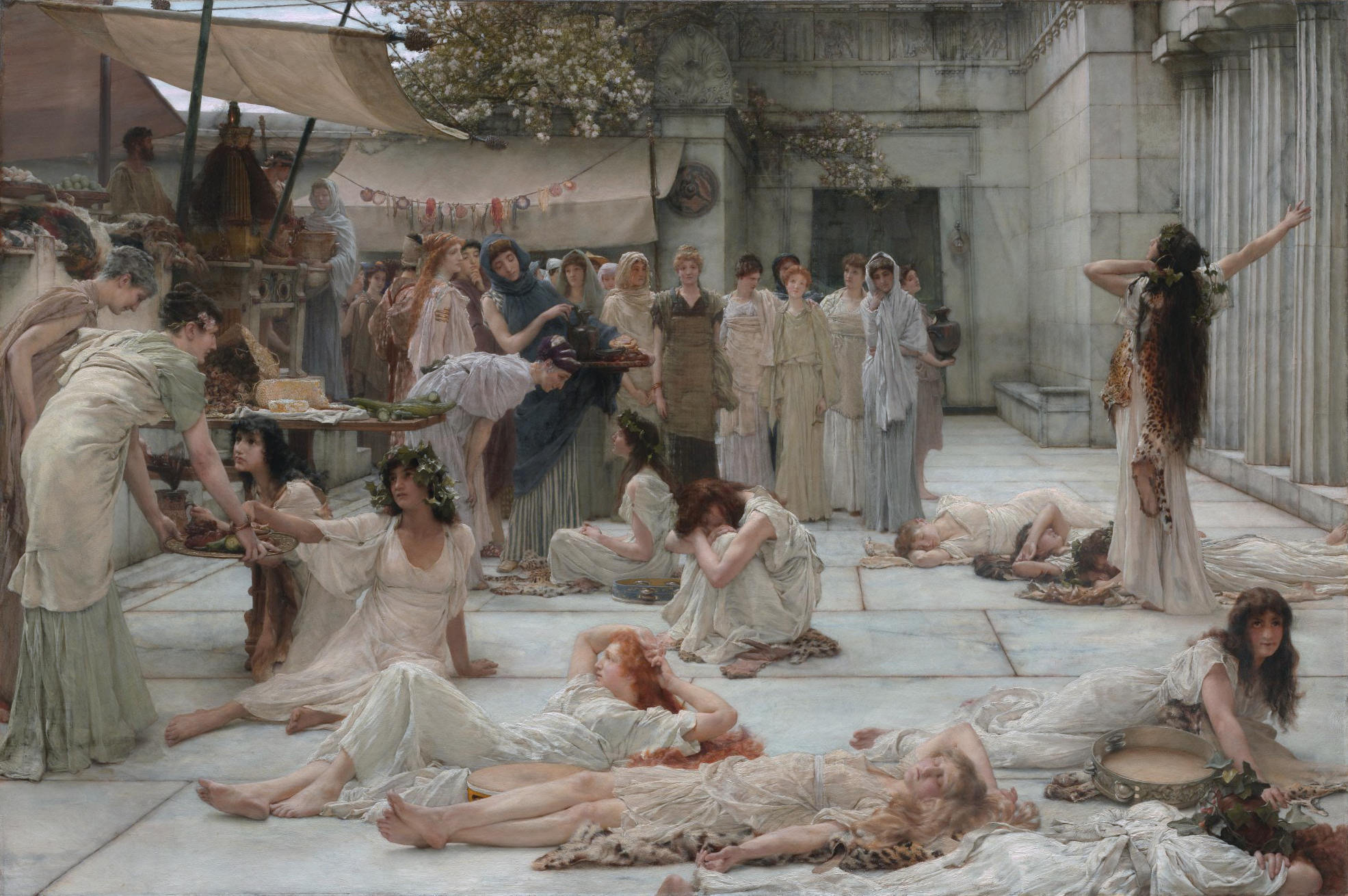
Lawrence Alma-Tadema och Laura Theresa Alma-Tadema, Kvinnor från Amfissa 1887

### Amerikanska målningar

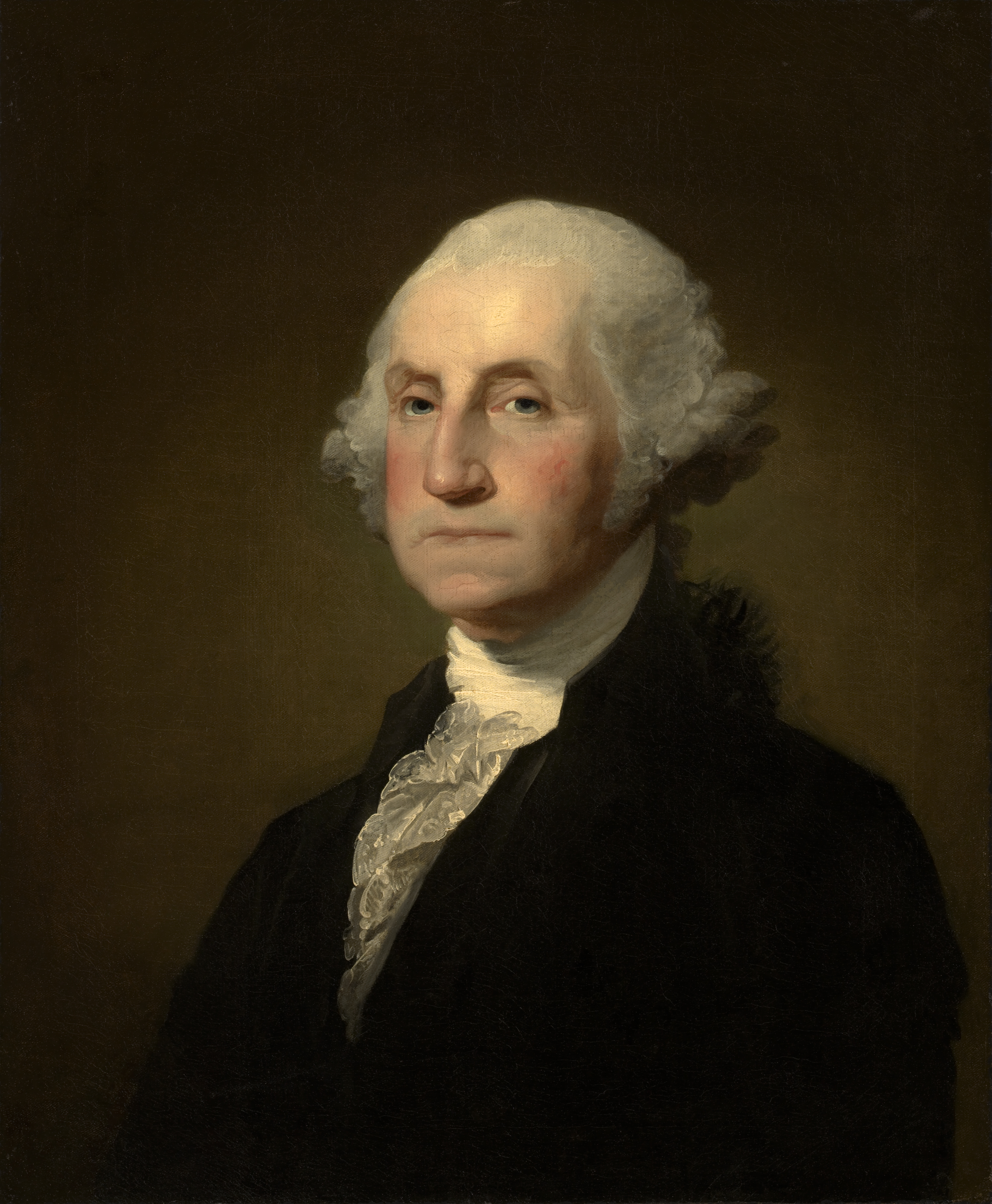
Gilbert Stuart: Portrait of George Washington, 1797
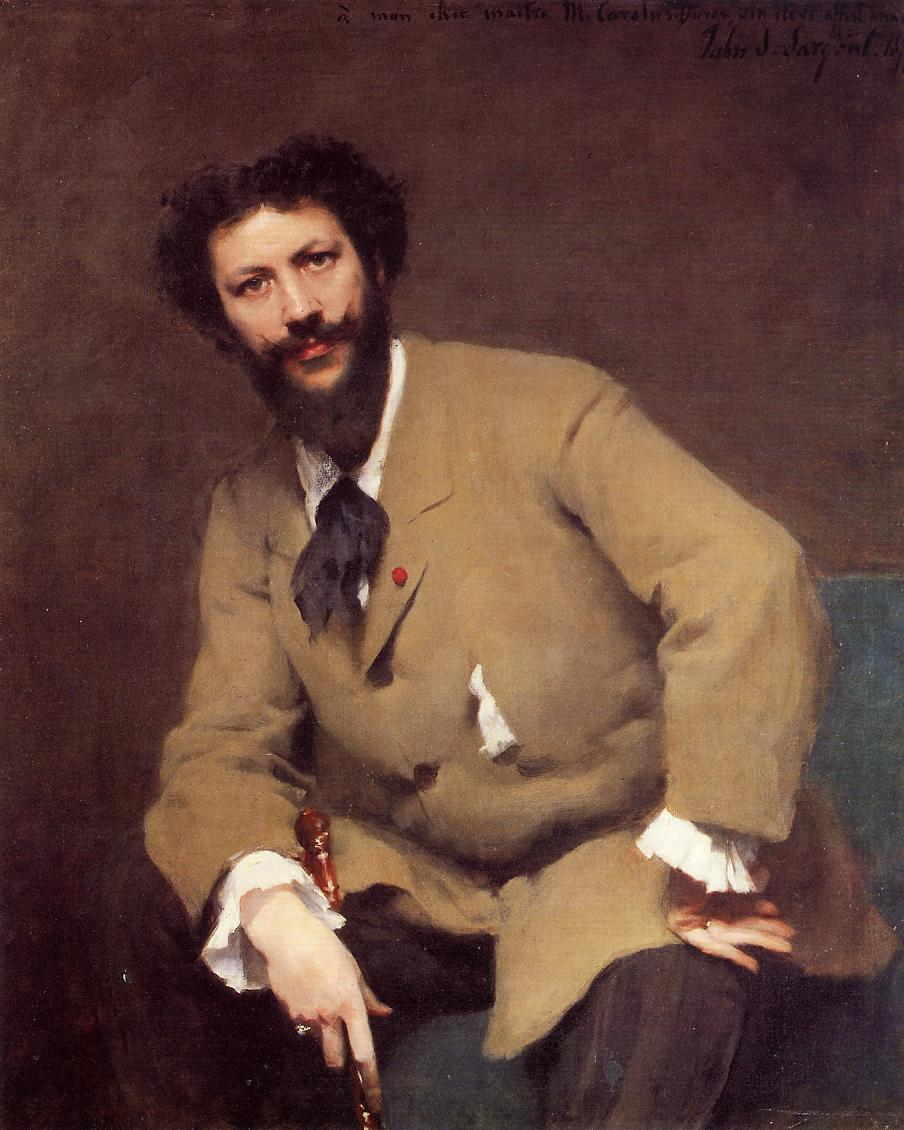
John Singer Sargent: Carolus-Duran, 1879
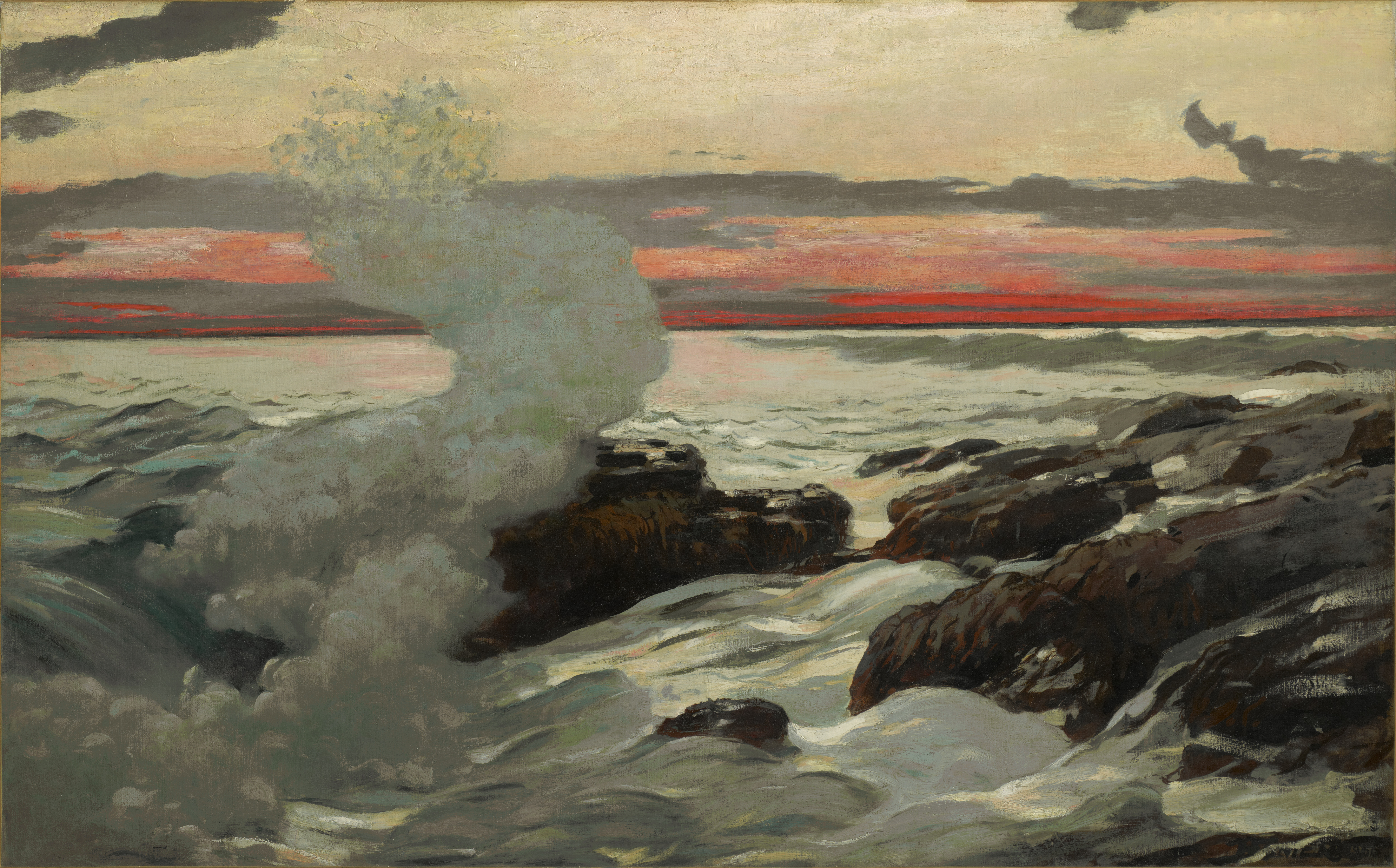
Winslow Homer: West Point, Prout's Neck, omkring 1900
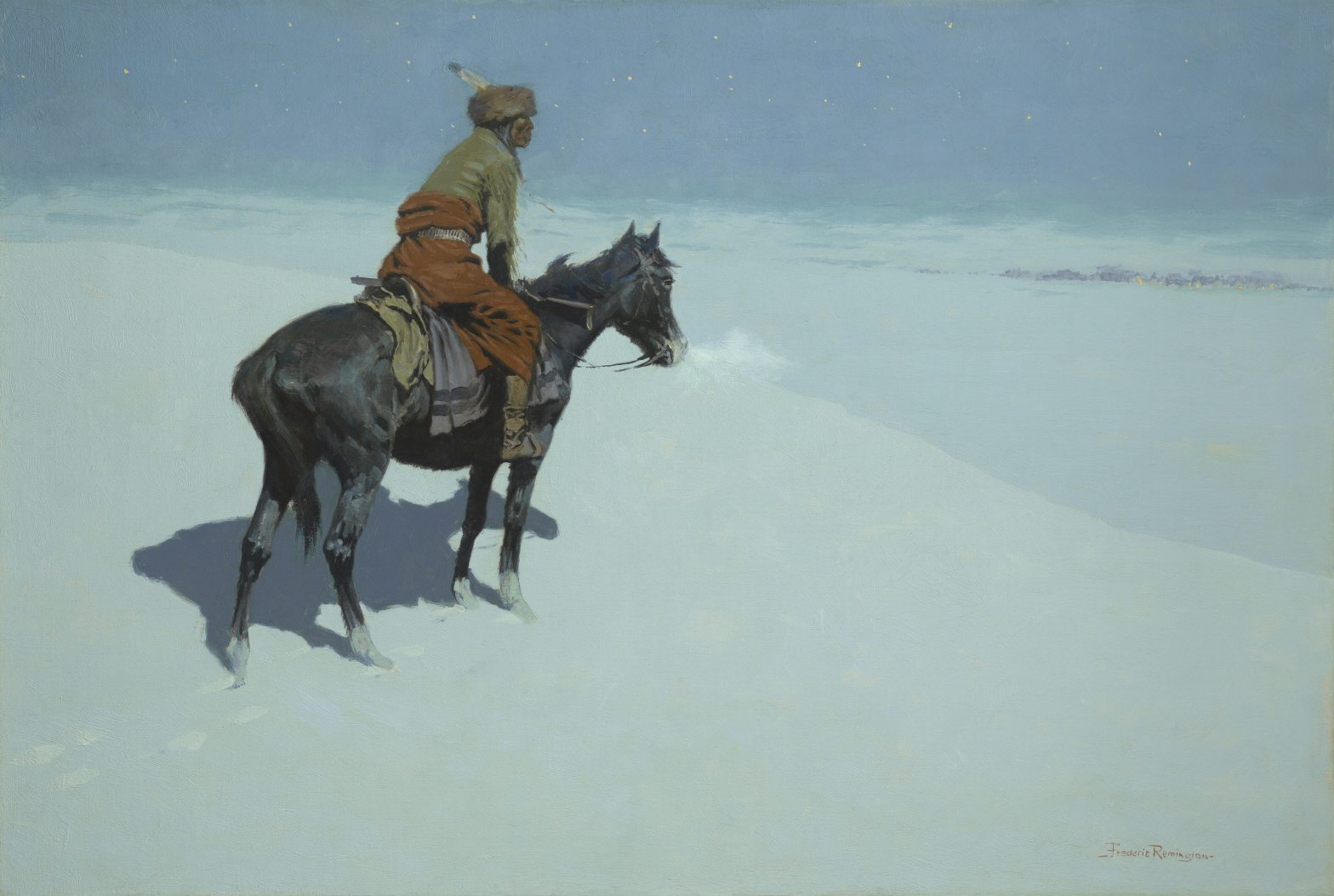
Frederic Remington: The Scout Friends or Foes, omkring 1900-1905

## Mottagare av Clark Prize for Excellence in Arts Writing
Clark Prize for Excellence in Arts Writing har delats ut vartannat år sedan 2006.
- 2012: Brian O'Doherty
- 2010: Hal Foster
- 2008: Peter Schjeldahl
- 2006: Kobena Mercer, Linda Nochlin och Calvin Tomkins